# Halvány sarlósfecske
A halvány sarlósfecske (Apus pallidus)  a madarak osztályának sarlósfecske-alakúak (Apodiformes) rendjébe és a sarlósfecskefélék (Apodidae) családjába tartozó faj.
A sarlósfecskék, megtévesztő nevük és igen hasonló életmódjuk ellenére nem állnak közeli rokonságban a verébalakúak (Passeriformes) rendjébe tartozó fecskefélékkel (Hirundidae), a hasonlóság valójában a konvergens evolúció eredménye.

## Rendszerezése
A fajt George Ernest Shelley angol ornitológus írta le 1870-ben, a Cypselus nembe Cypselus pallidus néven.

## Alfajai
- Apus pallidus brehmorum Hartert, 1901
- Apus pallidus illyricus Tschusi, 1907
- Apus pallidus pallidus (Shelley, 1870)[2]

## Előfordulása
A kontinentális elterjedésű sarlósfecskét váltja fel a mediterrán régióban. Ebből adódóan a két faj elterjedési területei részben átfednek. A nagy fokú hasonlóság miatt nem állnak rendelkezésre pontos adatok a teljes állományról, pusztán jó közelítő értékek.
Fő költőterületei a Földközi-tenger régiójában találhatóak. Rendszeresen költ Spanyolországban, Franciaország egyes részein, Olaszországban, a Baleár-szigeteken, Korzikán, Szardínián, Szicílián. Elterjedtnek számít Görögországban és a környező szigeteken, akárcsak Cipruson, az Adriai-tenger partjai mentén azonban ritkán fordul elő. Fellelhető a Madeira-szigeteken, a Kanári-szigeteken, az Ibériai-félsziget atlanti partjain.
Európán kívül gyakori Északnyugat-Afrikában Marokkótól Tunéziáig, a Líbiai partokon és Egyiptomban a Nílus völgyében és deltájában. Szétszórt populációi találhatóak Törökországban, Izraelben, nyugat Jordániában, Irak déli részén, Irántól és Pakisztántól keletre, valamint kisebb egyedszámban Libanon és Kuvait területén.
A telet a legtöbb egyed Afrikában, a Szaharától délre (Cramp 1985), esetleg Délkelet-Ázsiában tölti. Mivel a repülő rovarok alkotják az egyetlen táplálékforrásukat, melyek repülését nagyban befolyásolja az időjárás, ezért a vonulásuk különböző időpontra tehető különböző előfordulási területeken. Miszerint a Kanári-szigetekre már januárban visszatérnek, Franciaország déli részeire pedig csak kora áprilisban. Alfajait tekintve a szürkésebb árnyalatú pallidus a közel keleti területeken, a sötétebb, kisebb torokfoltú brehmorum Törökországtól nyugatra fekvő területeken, a legsötétebb színezetű illyricus pedig az Adriai-tengert környező területeken jellemző.
A költőterületeitől északabbra ritkán fordul élő, de igen jó repülő lévén vannak feljegyzések. Összesen 39 észak európai megfigyelést tartanak számon a késő április és késő november közötti időintervallumban. A legtöbb feljegyzés Angliából származik, szám szerint 25, 1979 és 1999 között. A többi egyedet Írországban, Belgiumban, Németországban, Svájcban, Magyarországon, Norvégiában és Svédországban figyelték meg. 1999 októberében 11 példányt jegyeztek le Angliában, egy hosszan tartó, déli széljárású időszakban. Skandináviában 6 eset ismeretes, 4 Norvégia déli részéről (1984. október 2, 1986. május 24, 1989. június 19, 1995. június 3) és 2 Svédországból (1991. július 3, Falsterbo és 1999. július 24, Öland).

### Kárpát-medencei előfordulása
Magyarországon rendkívül ritka kóborló, mindössze egyszer észlelték.

## Megjelenése
Testhossza 16–17 centiméter, testtömege 42 gramm. Sötétbarna tollazatú madár, sarló alakú szárnyainak fesztávolsága megközelítőleg 42–46 cm. Kecses felépítésű, repülésre termett. Ennek megfelelően szárnyai a testéhez képest hosszúak, nyaka rövid. A csőre a repülő életmódhoz és a rovarevéshez idomulva kurta, de igen széles, hogy kitátva nagy felületet adjon, ezzel megkönnyítve a repülő rovarok elkapását, de ugyanakkor a lehető legkevesebb fölös súlyt jelentse az állatnak a levegőben.
Lába igen apró, erre utal a sarlósfecskék nemének neve is, mely a görög apous szóból származtatható, jelentése láb nélküli. A fecskefélékhez tartozó füsti fecskékkel és a molnárfecskékkel ellentétben nem ül meg a villanydrótokon, ágakon, nem ereszkedik le a földre. Ha le is száll, kizárólagosan függőleges felületeken kapaszkodik meg. Gyönge lába nem lenne képes megtartani a testét, így a vízszintes aljzatról nehezen tudna újra fölszállni.
Igen hasonló a Magyarországon rendszeresen költő sarlósfecskéhez (Apus apus); elkülönítése a sarlósfecskénél vaskosabb alakja, tompább szárnyvégei, rövidebb farokvillája és világosabb színezete alapján lehetséges. A kevésbé sötét szárnyak és sötétbarna test, illetve elülső szárnyélek kontrasztja adja a sápatag színezetet. A világosabb fej és a nagyobb méretű, fehér színű torokfolt erősen kiemeli a szemek körüli fekete mintázatot. A legmegbízhatóbb jegy a két faj megkülönböztetésére a határozottan eltérő hangjuk, mely rossz látási viszonyok mellett is támpontot adhat. A két ivar megjelenésében nincs különbség.

## Életmódja
A kifejlett példányok szinte egész életüket a levegőben töltik. A fészekrakást és az utódgondozást leszámítva egyáltalán nem szállnak le. Magától értetődő, hogy rendkívül jó repülők, de erről tanúskodik aerodinamikus, remekül alkalmazkodott testük, felépítésük. A levegőben szerzik meg a táplálékukat, ott párzanak, de még az alvásra is repülés közben kerül sor. Ebből adódóan igen gyorsan tehetnek meg, igen nagy távolságokat. A kontinentálisabb sarlósfecskénél sokkal jobban igényli a víz közelségét. Legkedveltebb természetes költőhelyeit apró szigeteken, tengerparti területeken találjuk, ahol megfelelő sziklafalakat, barlangokat talál a fészek elkészítéséhez (Brichetti et al 1988). Azonban a szárazföld felé is behatol, gyakran dombos, hegyvidéki területeken fekvő városokban talál menedéket. Nem ritka nyugat illetve közép európai városokban, ahol adott a kellő vízfelület a város közelében. A régi épületek burkolati hibái, szellőzőnyílásai, ereszei alatti vájatokban ideális helyre lelnek kicsinyeik felneveléséhez, így a város üdítő vendégeivé válhatnak. Azonban a restaurációk és a modern építkezés nem kedvez számukra, amiből fakadhat kisebb helyi populációk hanyatlása. Az erőteljes urbanizációs folyamat egy opportunista jelenségnek tűnik, amit alátámaszt, hogy csupán ott jelentős, ahol foltokban a természetes vegetáció is megtalálható (Rolando et al 1997). Az egyöntetű városi területek jóval kihaltabbak.

## Szaporodása
Változó nagyságú kolóniákban fészkel függőleges sziklafalak repedéseiben, vagy azoknak megfelelő épületekben. Monogám, testméretéhez képest hosszú életű. Minden évben az előző évi fészkét keresi fel. A fészket a levegőben összegyűjtött anyagokból és saját nyálából építi fel. A két szülő egyformán veszi ki részét az utódok gondozásából. Általában 2 vagy 3 tojást rak. Fiókáikat repülő rovarokkal táplálják, így ezek jelenléte kulcsfontosságú. Több fióka esetén a szülők több alkalommal látogatják a fészket, hogy etessék a kicsiket, de az egy etetés alkalmával hozott rovarok tömege nem változik. Az esetleges zsákmányhiány nem mutatkozik meg a fiókák súlyában, a szülők súlyában azonban drasztikus csökkenés lép fel, melyet a rovarok ismételt bőséges előfordulása során visszanyernek (Cucco et al 1995). A tanulmány eredményeivel egybevág egy másik megfigyeléssorozat, amiből kiderült, hogy a repülő rovarok mennyisége nem befolyásolja a szülők által a kicsinyeknek juttatott táplálék mennyiségét. A rovarok fellelhetősége a napi legalacsonyabb és legmagasabb hőmérséklettől függ, és nincs kapcsolatban a napi esőzéssel. A legjelentősebb megállapítás a rovarok előfordulása és a biomassza produkció közötti nem tökéletes egyezés (Cucco et al 1996).
A fiókákat etető szülők nem szelektálnak, így minden fióka azonos eséllyel jut élelemhez. A szülőket befolyásolja a fiókák kéregető viselkedése, illetve nagyobb valószínűséggel etetik a középen elhelyezkedő utódot. Így a fiókák közötti versengés a kéregetés és a központi pozíció megszerzésében merül ki. Ennek eredményeképpen a legkésőbb világra jött utód kevesebb élelmet kap, mint a legelőször világra jött (Malacarne et al 1994).
|  |

## Populáció
A halvány sarlósfecske hatalmas elterjedési területtel rendelkezik, mely becslések szerint 1 000 000–10 000 000 km². Bár a teljes állományról nincsenek pontos adatok, de bizonyítottan növekedett a számuk, különösen az olaszországi és a portugál populációk esetében. Szinte az összes előfordulási helyen stabil, vagy mérsékelten növekvő populációkkal rendelkezik. Így nem veszélyeztetett státuszban van. Európában megközelítőleg 77 000–320 000 példány fordul elő. A legnagyobb populáció Sevilla városából (Spanyolország) ismert. Egy megfigyelés szerint a kolónia néhány tagja esetenként egészen februárig áttelelt (Cuadrado et al 1985).

## Természetvédelmi helyzete
Az elterjedési területe rendkívül nagy, egyedszáma nagy és stabil. A Természetvédelmi Világszövetség Vörös listáján nem fenyegetett fajként szerepel. Magyarországon védett, természetvédelmi értéke 25 000 forint forint.